# Etzling
Etzling è un comune francese di 1 148 abitanti situato nel dipartimento della Mosella nella regione del Grand Est.

## Società

### Evoluzione Demografica
Abitanti censiti